# Tessa Polder
Tessa Polder, född 10 oktober 1997 i Capelle aan den IJssel, Nederländerna, är en volleybollspelare (center). Hon spelar (2024) för Pallavolo Pinerolo och Nederländernas landslag. 
Hon har spelat för klubbar i Nederländerna, Tyskland, Frankrike och Italien. Hon har blivit fransk mästare två gånger. Hon har deltagit med landslaget vid både VM och EM.